# NGR Reid ten-wheeler
Die als Reid ten-wheeler bezeichneten Fahrzeuge der Natal Government Railways (NGR) waren Tenderlokomotiven  mit der Achsfolge 2'E1'. 
Mit der Vorgabe, mindestens die eineinhalbfache Zugkraft des Typs Dübs A zu erzielen, entwarf G. Reid, der damalige leitende Ingenieur der NGR, eine Lokomotive mit der sehr seltenen Achsfolge 2'E1', also mit einem führenden Drehgestell, fünf Kuppelachsen und einer Nachlaufachse. Durch Vergrößerung der Kessel- und Zylinderabmessungen sowie Erhöhung des Kesseldrucks und der Achslast gegenüber der Dübs A konnte die Vorgabe eingehalten werden. 
Damit die Lokomotiven auch durch engere Kurven fahren konnten, hatten die Räder der ersten und letzten Kuppelradsätze keine Spurkränze. Für eine fünffach gekuppelte Lokomotive ungewöhnlich war der Antrieb auf die zweite Kuppelachse; normalerweise war die mittlere (dritte) Achse angetrieben.
Zwischen 1899 und 1903 bauten Dübs und North British insgesamt 101 Exemplare. Nach G. Reid wurden die Lokomotiven als Reid ten-wheeler bezeichnet, wobei sich zehn auf die Zahl der angetriebenen Räder bezieht, während üblicherweise Lokomotiven mit der Achsfolge 2’C, also insgesamt zehn Rädern, als Ten-Wheeler bezeichnet werden.
Die Lokomotiven wurden im Hauptstreckendienst eingesetzt, denn Schlepptenderlokomotiven beschaffte die NGR erst ab 1904. Viele der Reid ten-wheeler blieben auch nach dem Erscheinen der Schlepptenderlokomotiven auf der Hauptstrecke, andere verrichteten Nachschiebedienst an Steigungen oder kamen in den Rangierdienst.
1902, gegen Ende des Zweiten Burenkriegs, bestellten die Imperial Military Railways 35 Lokomotiven der gleichen Bauart. Sie wurden von Dübs und Neilson Reid geliefert und unterschieden sich von den NGR-Maschinen durch eine geschlossene Führerhausrückwand. Nach dem Krieg kamen diese Lokomotiven zur Central South African Railways (CSAR). Dort wurde ihre zu geringe Reichweite bemängelt, und ab 1905 wurden 29 von ihnen zu Schlepptenderlokomotiven mit der Achsfolge 2'D umgebaut (siehe SAR-Klasse 13). 
Die verbleibenden sechs Lokomotiven wurden umgebaut, indem die letzte Kuppelachse entfernt und die entsprechenden Öffnungen im Rahmen verschlossen wurden, so dass 2'D1'-Lokomotiven mit etwas höherer Achslast entstanden (Klammerangaben in nebenstehender Tabelle). Auch die NGR begann, ihre Lokomotiven entsprechend umzubauen, da sie zunehmend im Rangierdienst verwendet wurden, wo sie auf den Weichen und engeren Radien der Rangierbahnhöfe zu Entgleisungen neigten.
1910 übernahm die SAR 93 noch nicht umgebaute NGR-Lokomotiven als Klasse H (Nr. 232–324), fünf umgebaute NGR-Lokomotiven als Klasse H2 (Nr. 227–231) sowie fünf der sechs CSAR-Lokomotiven als Klasse H1 (Nr. 222–226). Bis 1922 wurden alle Lokomotiven der Klasse H in die Klasse H2 umgebaut.
Die Lokomotiven der Klassen H1 und H2 wurden im Rangierdienst in ganz Südafrika eingesetzt. Einige konnten sich relativ lange im Betrieb halten, weil sie wegen ihrer vergleichsweise geringen Achslast in einigen Einsatzbereichen nicht von moderneren Lokomotiven ersetzt werden konnten. Die letzten Exemplare wurden erst 1977 ausgemustert.
Mindestens drei Exemplare (Nr. 264, 314 und 330) sind als Denkmal- bzw. Museumslokomotiven erhalten geblieben. Die Nr. 330 steht im Outeniqua Railway Museum in George.

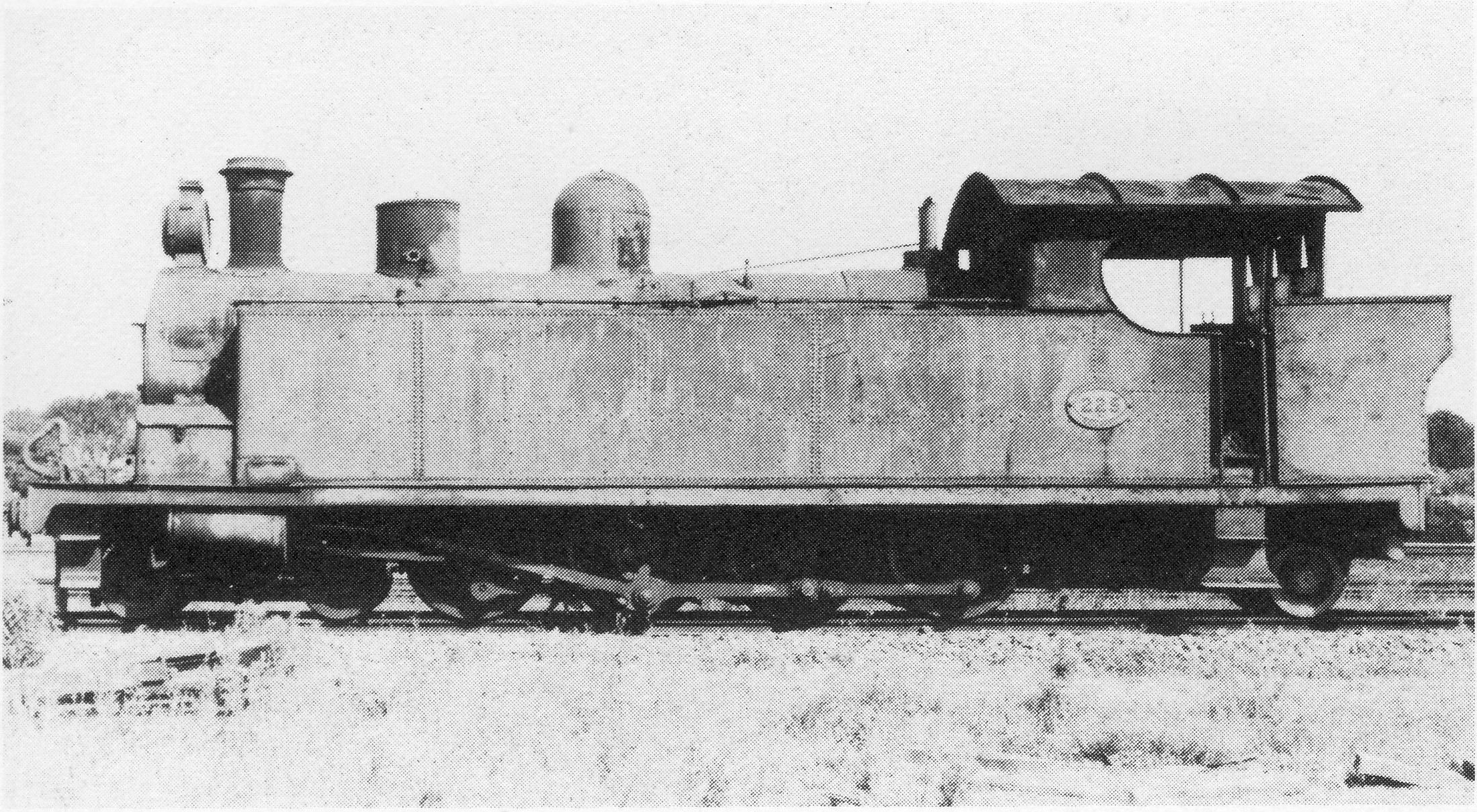
Ex IMR Reid Ten-wheeler Nr. 245 (4-10-2T) Ex CSAR-Klasse E Nr. 245 (4-8-2T) (nach Umbau) SAR-Klasse H1 Nr. 225, circa 1912
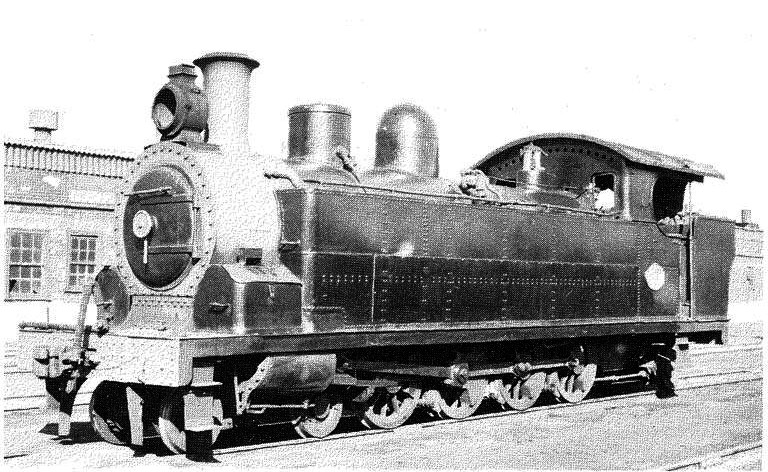
SAR-Klasse H2 4-8-2T, ex NGR-Klasse C 4-8-2T, modernisierter Reid tenwheeler, circa 1950